# Barneville-la-Bertran
Barneville-la-Bertran – miejscowość i gmina we Francji, w regionie Normandia, w departamencie Calvados.
Według danych na rok 2014 gminę zamieszkiwały 131 osób, a gęstość zaludnienia wynosiła 31,3 osób/km² (wśród 1815 gmin Dolnej Normandii Barneville-la-Bertran plasuje się na 762. miejscu pod względem liczby ludności, natomiast pod względem powierzchni na miejscu 956.).
W Barneville urodziła się XVII-wieczna pisarka Marie Catherine Le Jumel de Barnewille baronowa de La Motte d’Aulnoy. 